# Sejnane
Pour les articles homonymes, voir Sejnane (homonymie).
Sejnane (arabe : سجنان ), également orthographiée Sejenane ou Sejnène, est une ville du nord de la Tunisie située à une centaine de kilomètres au nord-ouest de Tunis.

## Administration
Rattachée administrativement au gouvernorat de Bizerte, elle constitue une municipalité comptant 5 645 habitants en 2014.

## Tradition potière
Sejnane est un centre de production de poteries artisanales dont les motifs sont berbères. Il s'agit de motifs symétriques et convergents, souvent figuratifs, tracés en rouge et en noir utilisés depuis la fin de l'Âge du bronze. Les poteries sont façonnées à la main sans utiliser ni four, ni tour, puis sont cuites sur un feu composé de branches et bouses de vaches. L'utilisation de ces poteries artisanales est majoritairement destinée à la conservation et à la cuisson des aliments contrairement à la poterie vernissée de Nabeul.
Le travail de la poterie y est un travail exclusivement féminin depuis le IIe millénaire av. J.-C.
De février à juin 2011, une action artistique communautaire est menée afin de pallier la désaffection grandissante de la tradition par les nouvelles générations pour une tradition qui n'engendre que peu de revenus. L'une des conséquences, outre des expositions par des artistes contemporaines telles Sonia Kallel, est la création d'une coopérative de femmes potières.
En 2018, ce savoir-faire est inscrit sur la liste représentative du patrimoine culturel immatériel de l'humanité.

## Faune et flore
La coopération technique allemande (GTZ) a mis en place, durant les années 1980 et 1990, une ferme expérimentale pour la préservation des zones humides des marais de Sejnane.
Sejnane demeure par ailleurs un centre important pour l'hibernation et la sédentarisation des cigognes.
La ville et ses alentours sont le territoire de l'ancienne tribu des Mogods — nom qui désigne également le massif montagneux des Mogods au sein duquel elle se trouve — qui fait partie de la confédération des tribus kroumirs.

## Sport
La ville de Sejnane dispose d'un club de football, l'EMS Sejnane, fondé en 1964. En 2022, il évolue au sein des divisions amateures tunisiennes.